# کاترین اینگراهام
کاترین اینگراهام (به انگلیسی: Catherine Ingraham) استاد معماری برنامه تحصیلات تکمیلی معماری در موسسه پرت در شهر نیویورک است، برنامه ای که او بین سال‌های ۱۹۹۹–۲۰۰۵ کرسی آن را در اختیار داشت.

## زندگی‌نامه
اینگراهام فرزند گوردون اینگراهام و الیزابت رایت اینگراهام است. او در کلرادو بزرگ شد و دکترای خود را در دانشگاه جانز هاپکینز گرفت. اینگراهام مناصب دانشگاهی را در دانشگاه ایلینوی در شیکاگو و دانشگاه ایالتی آیووا برگزار کرده و پیش از پیوستن به و گرفتن کرسی در پرت در سال ۱۹۹۹، استاد مدعو در دانشگاه پرینستون، GSD و دانشگاه کلمبیا بوده‌است.
او متأهل است، یک پسر دارد و یکی از هشت نتیجهٔ فرانک لوید رایت است.

## آثار منتشر شده و ویراستاری‌ها
اینگراهام نویسندهٔ معماری، حیوانات، انسان: شرایط نامتقارن (راتلج ۲۰۰۶)، معماری و بارگذاری خطی (نشر دانشگاه ییل ۱۹۹۸)، و یکی از ویراستاران بازسازی تئوری معماری (انتشارات دانشگاه نورثوسترن ۱۹۸۶) بود. از سال ۱۹۹۱ تا ۱۹۹۸، اینگراهام با مایکل هیز و آلیشیا کندی، اسمبلج: مجله انتقادی معماری و فرهنگ طراحی را سردبیری می‌کرد. اینگراهام به‌طور گسترده در نشریات دانشگاهی و مجموعه کتاب‌ها نوشته و در مدارس معماری ملی و بین‌المللی سخنرانی کرده. در طول زندگی حرفه‌ای او در سمپوزیوم‌هایی شرکت کرده یا آن‌ها را سازمان داده که بحث‌های جدی در مورد معماری را پیش می‌برند؛ در فوریه ۲۰۰۸، او در دانشگاه کلمبیا کنفرانسی دربارهٔ زندگی و فرم پویانما و با نام «بخش حیوانات» برگزار کرد.

## طراحی
در سال ۲۰۰۱، اینگراهام با همکاری معمار لوری هاوکینسون برنده مسابقه مشاوره و طراحی ساختمان موزه تاریخ زنان در نیویورک شد.